# Рыбалтовские
Рыбалтовские (Рыболтовские, пол. Rybałtowski) — дворянский род.
Предки Рыбалтовских владели недвижимым имением на территории Минского воеводства (1596); их потомки, владея имением предков, служили в российской военной службе: Семён Селуянович Рыболтовский — стряпчий (1676) и стольник (1686—1692), а Андрей Семёнович — стольник царицы Прасковьи Фёдоровны (1686), стольник (1687-1692).
На территории России стал знаменитым род, пошедший от Лукаша Рыбалтовского (Lukae Rybaltowski; ум. до 1596). У его праправнука Иосифа Петровича (1722 — не ранее 1776) было два сына:
- Марк-Антоний Иосифович Рыбалтовский (1771—?); землемер Слуцкого повета
- Феликс-Марциан Иосифович Рыбалтовский (1776 — после 1833); с 1797 года служил в Московском драгунском полку, с 22.06.1803 — в Курляндском драгунском полку, с 27.01.1811 — в Ингерманландском драгунском полку; участвовал в Наполеоновских войнах с 1799 по 1815 года; кавалер орденов Св. Анны 3-й ст. (за сражение при Прейсиш-Эйлау), Св. Владимира 4-й ст. (за Бородинское сражение), был награждён Золотой шпагой за отличие при Тарутино; 14 января 1816 года вышел в отставку в чине майора[1].

Один из сыновей Марка-Антония, Александр Антонович Рыбалтовский (15.06.1807 — до 1882) в 1833 году окончил Санкт-Петербургский университет со степенью действительного студента; служил в ведомстве министерства внутренних дел, с 1841 года — в министерстве государственных имуществ; 18 марта 1859 года вышел в отставку с чином статского советника и мундиром. Женился 22 июля 1842 года на княжне Юлии Семёновне Урусовой. У них было много детей:
- Юлий Александрович Рыбалтовский (16.04.1844—27.11.1901), действительный статский советник[4]; до 1859 года учился в 3-й петербургской гимназии, в 1861 году окончил 1-ю петербургскую гимназию; учился на юридическом факультете Санкт-Петербургского университета, окончив его кандидатом прав; с 17.03.1879 был мировым судьёй Варшавского уезда, с 13.05.1880 — чиновник для особых поручений при Варшавском генерал-губернаторе, с 19.02.1881 — начальник отделения хозяйственного департамента министерства внутренних дел, с 06.09.1889 — вице-директор этого департамента; с 26.11.1892 по 21.01.1896 был в отставке, затем — на службе в Госконтроле[5]. Женился 28 апреля 1882 года на Надежде Васильевне Венцевской. Получили известность их сыновья[6]:
  - Юлий Юльевич (1886—1920)— командир канонерской лодки «Опыт», затем командир группы бронепоездов Двинского фронта, капитан 2-го ранга, взят в плен, расстрелян красными в Вологде или Холмогорах[7];
  - Александр Юльевич (1887—1919) — начальник штаба Кронштадтской крепости, расстрелян по подозрению в участии в подготовке восстания на форте «Красная Горка» (1919);
  - Владимир Юльевич (1889—1951) — начальник ВВМУ им. М. В. Фрунзе, контр-адмирал[7];
  - Николай Юльевич (1896—1969) — советский военно-морской деятель, специалист в области мореходной астрономии и магнитно-компасного дела, педагог, доктор военно-морских наук, профессор, инженер-капитан I ранга, почётный работник морского флота.
- Александр (04.03.1846—09.11.1861)
- Ипполит Александрович (17.10.1850—29.09.1911), генерал-лейтенант с 22.08.1908[8]
- Николай (03.05.1852 — не ранее 1897), с 01.10.1897 — подполковник, командир 22-й артиллерийской бригады
- Анна (15.10.1854—?), в замужестве Трусова

## Описание герба
В лазоревом щите три золотых, один над другим обращённые вправо карпа с червлёными глазами, перьями и хвостами.
Щит увенчан дворянским коронованным шлемом. Нашлемник: пять страусовых перьев, из коих среднее и крайние — лазоревые, а остальные — золотые. Намёт: лазоревый с золотом. Герб Рыбалтовских внесён в Часть 12 Общего гербовника дворянских родов Всероссийской империи, стр. 47.